# Феназоцин
Феназоцин (англ. Phenazocine — синтетичний опіоїдний анальгетик, споріднений з пентазоцином, та має подібний профіль дії. Феназоцин спричинює появу аналгезії та ейфорії, при його застосуванні у високих дозах також може виникати дисфорія та галюцинації, найімовірніше через дію на κ-опіатні рецептори та σ-рецептори. Феназоцин виявився набагато сильнішим анальгетиком з меншою кількістю побічних ефектів, ніж пентазоцин, ймовірно, завдяки більш сприятливому співвідношенню зв'язування з рецепторами μ/κ. Феназоцин є набагато сильнішим анальгетиком, ніж пентазоцин та інші препарати з ряду бензоморфану, швидше за все, через наявність N-фенетилової заміни, яка, як відомо, посилює μ-опіатну активність у багатьох класах опіоїдних анальгетиків. Крім того, він не спричинюєє спазму сфінктера Одді, що робить його більш корисним, ніж морфін, для лікування болю в жовчевому міхурі або підшлунковій залозі. Серед двох енантіомерів феназоцину (R)-феназоцин у 20 разів сильніший, ніж морфін, як анальгетик, тоді як (S)-феназоцин приблизно в 4 рази сильніший, ніж морфін.

## Історія
Феназоцин був уперше синтезований у 1950-х роках. Він був одним із ряду опіоїдів, похідних бензоморфану (включаючи пентазоцин, дезоцин і циклазоцин), розроблених у пошуках сильних анальгетиків, які не викликають звикання.
У минулому феназоцин широко використовувався, і переважно вироблявся у вигляді таблеток гідроброміду по 5 мг для сублінгвального застосування (під назвами «нарфен», «принадол» та іншими), але його використання у Великій Британії було припинено в 2001 році. Феназоцин недовго використовувався в США, але пізніше відношення до нього погіршилось; він залишається речовиною списку II відповідно до закону про комплексний контроль і запобігання зловживанню наркотиками (закон про контрольовані речовини) 1970 року, але не виробляється. DEA ACSCN для феназоцину становить 9715, а його річна квота на виробництво в 2013 році становила 6 грамів.